# Otto Hieronimus

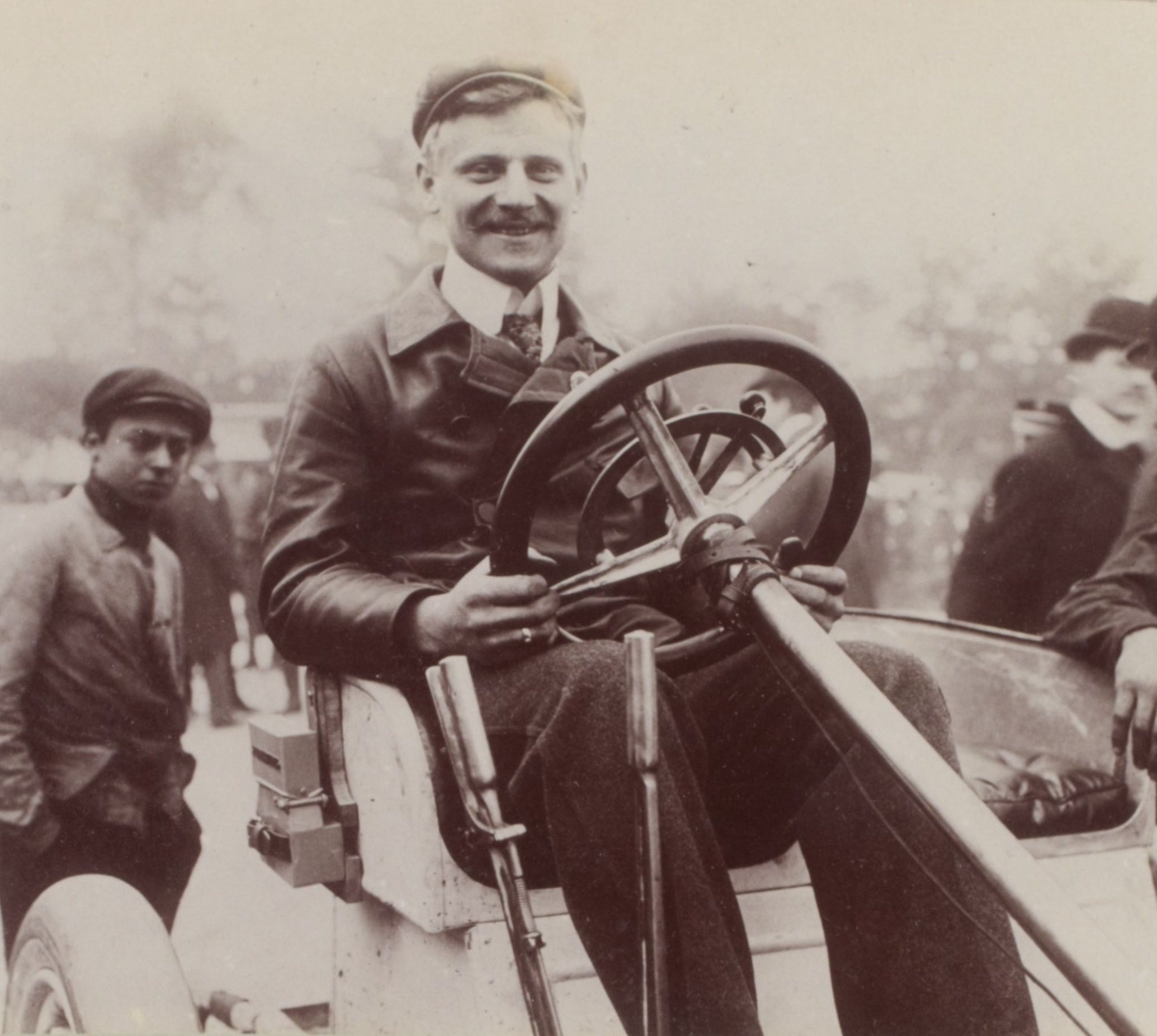
Otto Hieronimus za kierownicą samochodu w wyścigu Paryż - Madryt, 1903. Fot. Jules Beau

Otto Hieronimus (ur. 26 lipca 1879 w Kolonii, Niemcy, zm. 8 maja 1922 w Grazu, Austria) - inżynier samochodowy, kierowca wyścigowy, pionier lotnictwa, pierwszy lotnik, który wykonał przelot samolotem nad Lwowem i Krakowem.

## Wykształcenie i kariera zawodowa
Absolwent technikum w Hildburghausen, praktykę szkolną odbył w firmie samochodowej Benz & Cie. w Mannheim. Po przeprowadzce do Wiednia pracował w firmach sprzedających samochody, a także zaczął pracować jako projektant. 
W 1907 rozpoczął pracę jako główny projektant i kierowca testowy w fabryce samochodów Laurin & Klement w Mladej Boleslavi.

## Sukcesy sportowe
Brał udział w licznych wyścigach i rajdach samochodowych np. wyścigach górskich Exelberg niedaleko Wiednia, gdzie zwyciężył trzykrotnie, w 1908 zajął piąte miejsce w klasyfikacji generalnej wyścigu drogowego St. Petersburg - Moskwa, w 1910 i 1911 wspólnie z innymi dwoma kierowcami firmy Laurin & Klement zdobył dwa razy z rzędu nagrodę drużynową dla zespołu firmy w Wyścigu Alpejskim.

## Zainteresowana lotnicze
Przed 1910 zdobył uprawnienia lotnicze, zakupił samolot Bleriot XI i w kwietniu 1910 na zaproszenie Galicyjskiego Klubu Automobilowego przybył koleją do Lwowa, a następnie do Krakowa, aby zademonstrować swoją maszynę w locie. 
Galicyjski Klub Automobilowy w Krakowie urządza wzlot na aeroplanie Bleriota kierowanym przez inżyniera-awiatyka Hieronimusa, szefa konstruktora czeskiej fabryki automobilowej w Młodym Bolesławiu
W Krakowie mimo problemów technicznych i pogodowych trwających przez prawie miesiąc jedna z kolejnych prób wzlotu zakończyła się sukcesem wieczorem 22 maja 1910, gdy pilotowana przez niego maszyna wystartowała z toru wyścigów konnych (obecnie teren stadionu TS Wisła Kraków), obleciała Błonia i park im. dr. Henryka Jordana, a następnie wylądowała. Był to pierwszy w historii przelot samolotu nad Krakowem. 
Przed wybuchem I wojny światowej pracował nad konstrukcją silnika lotniczego Hiero, które budowała firma Laurin & Klement. 

## Okres międzywojenny
Po zakończeniu I wojny światowej opuścił Czechosłowację i rozpoczął pracę w firmie Steyr-Werke AG w Austrii. Nadal brał udział w wyścigach samochodowych, jednak w trakcie prób wyścigowych samochodem marki Steyr 12 do wyścigu górskiego, które odbywał w okolicach Grazu, stracił kontrolę nad pojazdem i uległ śmiertelnemu wypadkowi. Został pochowany na cmentarzu Dornbacher w Wiedniu.

## Informacje dodatkowe
Nazwisko sportowca było zapisywane dwojako: w wersji niemieckiej "Hieronimus" lub w wersji spolszczonej "Hieronymus". Nie ma pewności co do narodowości kierowcy i lotnika. Urodził się w Niemczech, był określany jako Bawar, ale niewykluczone jest, że mógł mieć obywatelstwo austriackie.